# Boodanahalli, Alur
Boodanahalli là một làng thuộc tehsil Alur, huyện Hassan, bang Karnataka, Ấn Độ.